# Лучинин, Александр Григорьевич
Алекса́ндр Григо́рьевич Лучи́нин (род. 26 марта 1940, Советск, Кировская область) — физик, заместитель директора по научной работе ИПФ РАН, д.ф.-м.н., лауреат премии имени Д. С. Рождественского (2010).

## Биография
Родился 26 марта 1940 года.
Закончил радиофизический факультет Горьковского государственного университета, а позднее и аспирантуру (научный руководитель — М. А. Миллер), и начал работать в НИРФИ.
Затем была работа в ИПФ РАН.

### Научная и общественная деятельность
Представитель нижегородской радиофизической школы.
Специалист в области гидрооптики и низкочастотной акустики.
Выполнил исследования закономерностей модулированных пучков света в мутных средах, установил дисперсионные свойства волн модуляции.
Автор теории переноса оптического изображения через взволнованную поверхность и толщу воды, которая послужила основой для инженерных методик оценки видимости морского дна.
Внёс большой вклад в теоретические и экспериментальные исследования генерации, распространения и приема низкочастотного звука в океане.
Руководитель Отделением гидрофизики и гидроакустики ИПФ РАН, член Научного совета по комплексной проблеме «Гидрофизика» при Президиуме РАН, руководитель секции гидроакустики Научного совета РАН по акустике, член экспертного совета РФФИ, член редколлегии «Акустического журнала» и правления Российского акустического общества.
Автор более 150 научных работ.

## Награды
- Медаль ордена «За заслуги перед Отечеством» II степени (1999)[2]
- Премия имени Д. С. Рождественского (совместно с Л. С. Долиным, И. М. Левиным, за 2010 год) — за цикл работ «Теория инструментального видения подводных объектов»